# Tournoi européen de Russie de rugby à sept 2019
Navigation
2018 2020
Le Tournoi européen de Russie de rugby à sept 2019 est la première étape des Seven's Grand Prix Series 2019. Il se déroule à Moscou du 22 au 23 juin 2019. La France remporte le tournoi en battant l'Irlande en finale.

## Résultats
La France termine première de la Cup, là où la Russie gagne à domicile le Challenge Trophy.
| Classement       | Vainqueur      | Score | Finaliste | Demi-finaliste            |
| ---------------- | -------------- | ----- | --------- | ------------------------- |
| Cup              | France         | 31-26 | Irlande   | Angleterre (3e) Allemagne |
| 5e place         | Pays de Galles | 28–5  | Espagne   | Portugal (7e) Italie      |
| Challenge Trophy | Russie         | 14–0  | Géorgie   | Pologne (11e) Roumanie    |

### Poules

#### Poule A
| Team     | Pld | W | D | L | PF | PA | PD  | Pts |
| -------- | --- | - | - | - | -- | -- | --- | --- |
| France   | 3   | 3 | 0 | 0 | 97 | 33 | +64 | 9   |
| Irlande  | 3   | 2 | 0 | 1 | 69 | 52 | +17 | 7   |
| Italie   | 3   | 1 | 0 | 2 | 45 | 66 | –21 | 5   |
| Roumanie | 3   | 0 | 0 | 3 | 19 | 79 | –60 | 3   |

| 22 juin 2019 11:00 | Irlande | 29–0 | Roumanie | Arbitre : Finlay Brown (Écosse) |
| 22 juin 2019 11:00 |         |      |          | Arbitre : Finlay Brown (Écosse) |
| 22 juin 2019 11:00 |         |      |          | Arbitre : Finlay Brown (Écosse) |

| 22 juin 2019 11:22 | France | 33–7 | Italie | Arbitre : Georgii Kopp (Russie) |
| 22 juin 2019 11:22 |        |      |        | Arbitre : Georgii Kopp (Russie) |
| 22 juin 2019 11:22 |        |      |        | Arbitre : Georgii Kopp (Russie) |

| 22 juin 2019 13:45 | Irlande | 26–14 | Italie | Arbitre : Jérémy Rozier (France) |
| 22 juin 2019 13:45 |         |       |        | Arbitre : Jérémy Rozier (France) |
| 22 juin 2019 13:45 |         |       |        | Arbitre : Jérémy Rozier (France) |

| 22 juin 2019 14:07 | France | 26–12 | Roumanie | Arbitre : Andrea Spadoni (Italie) |
| 22 juin 2019 14:07 |        |       |          | Arbitre : Andrea Spadoni (Italie) |
| 22 juin 2019 14:07 |        |       |          | Arbitre : Andrea Spadoni (Italie) |

| 22 juin 2019 16:30 | Irlande | 14–38 | France | Arbitre : Paulo Duarte (Portugal) |
| 22 juin 2019 16:30 |         |       |        | Arbitre : Paulo Duarte (Portugal) |
| 22 juin 2019 16:30 |         |       |        | Arbitre : Paulo Duarte (Portugal) |

| 22 juin 2019 16:52 | Italie | 24–7 | Roumanie | Arbitre : George Selwood (Angleterre) |
| 22 juin 2019 16:52 |        |      |          | Arbitre : George Selwood (Angleterre) |
| 22 juin 2019 16:52 |        |      |          | Arbitre : George Selwood (Angleterre) |

#### Poule B
| Team           | Pld | W | D | L | PF | PA  | PD   | Pts |
| -------------- | --- | - | - | - | -- | --- | ---- | --- |
| Portugal       | 3   | 3 | 0 | 0 | 78 | 44  | +34  | 9   |
| Pays de Galles | 3   | 2 | 0 | 1 | 93 | 40  | +53  | 7   |
| Allemagne      | 3   | 1 | 0 | 2 | 67 | 47  | +20  | 5   |
| Pologne        | 3   | 0 | 0 | 3 | 24 | 131 | –107 | 3   |

| 22 juin 2019 11:44 | Allemagne | 45–14 | Pologne | Arbitre : Andrea Spadoni (Italie) |
| 22 juin 2019 11:44 |           |       |         | Arbitre : Andrea Spadoni (Italie) |
| 22 juin 2019 11:44 |           |       |         | Arbitre : Andrea Spadoni (Italie) |

| 22 juin 2019 12:06 | Portugal | 28–24 | Pays de Galles | Arbitre : Jérémy Rozier (France) |
| 22 juin 2019 12:06 |          |       |                | Arbitre : Jérémy Rozier (France) |
| 22 juin 2019 12:06 |          |       |                | Arbitre : Jérémy Rozier (France) |

| 22 juin 2019 14:29 | Allemagne | 12–21 | Pays de Galles | Arbitre : Paulo Duarte (Portugal) |
| 22 juin 2019 14:29 |           |       |                | Arbitre : Paulo Duarte (Portugal) |
| 22 juin 2019 14:29 |           |       |                | Arbitre : Paulo Duarte (Portugal) |

| 22 juin 2019 14:51 | Portugal | 38–10 | Pologne | Arbitre : George Selwood (Angleterre) |
| 22 juin 2019 14:51 |          |       |         | Arbitre : George Selwood (Angleterre) |
| 22 juin 2019 14:51 |          |       |         | Arbitre : George Selwood (Angleterre) |

| 22 juin 2019 17:14 | Allemagne | 10–12 | Portugal | Arbitre : Finlay Brown (Écosse) |
| 22 juin 2019 17:14 |           |       |          | Arbitre : Finlay Brown (Écosse) |
| 22 juin 2019 17:14 |           |       |          | Arbitre : Finlay Brown (Écosse) |

| 22 juin 2019 17:36 | Pays de Galles | 48–0 | Pologne | Arbitre : Georgii Kopp (Russie) |
| 22 juin 2019 17:36 |                |      |         | Arbitre : Georgii Kopp (Russie) |
| 22 juin 2019 17:36 |                |      |         | Arbitre : Georgii Kopp (Russie) |

#### Poule C
| Team       | Pld | W | D | L | PF  | PA  | PD   | Pts |
| ---------- | --- | - | - | - | --- | --- | ---- | --- |
| Espagne    | 3   | 3 | 0 | 0 | 79  | 22  | +57  | 9   |
| Angleterre | 3   | 2 | 0 | 1 | 126 | 26  | +100 | 7   |
| Russie     | 3   | 1 | 0 | 2 | 14  | 108 | –94  | 5   |
| Géorgie    | 3   | 0 | 0 | 3 | 34  | 97  | –63  | 3   |

| 22 juin 2019 12:28 | Angleterre | 5–21 | Espagne | Arbitre : Paulo Duarte (Portugal) |
| 22 juin 2019 12:28 |            |      |         | Arbitre : Paulo Duarte (Portugal) |
| 22 juin 2019 12:28 |            |      |         | Arbitre : Paulo Duarte (Portugal) |

| 22 juin 2019 12:50 | Russie | 14–12 | Géorgie | Arbitre : George Selwood (Angleterre) |
| 22 juin 2019 12:50 |        |       |         | Arbitre : George Selwood (Angleterre) |
| 22 juin 2019 12:50 |        |       |         | Arbitre : George Selwood (Angleterre) |

| 22 juin 2019 15:13 | Angleterre | 59–5 | Géorgie | Arbitre : Georgii Kopp (Russie) |
| 22 juin 2019 15:13 |            |      |         | Arbitre : Georgii Kopp (Russie) |
| 22 juin 2019 15:13 |            |      |         | Arbitre : Georgii Kopp (Russie) |

| 22 juin 2019 15:35 | Russie | 0–34 | Espagne | Arbitre : Finlay Brown (Écosse) |
| 22 juin 2019 15:35 |        |      |         | Arbitre : Finlay Brown (Écosse) |
| 22 juin 2019 15:35 |        |      |         | Arbitre : Finlay Brown (Écosse) |

| 22 juin 2019 17:58 | Espagne | 24–17 | Géorgie | Arbitre : Andrea Spadoni (Italie) |
| 22 juin 2019 17:58 |         |       |         | Arbitre : Andrea Spadoni (Italie) |
| 22 juin 2019 17:58 |         |       |         | Arbitre : Andrea Spadoni (Italie) |

| 22 juin 2019 18:20 | Russie | 0–62 | Angleterre | Arbitre : Jérémy Rozier (France) |
| 22 juin 2019 18:20 |        |      |            | Arbitre : Jérémy Rozier (France) |
| 22 juin 2019 18:20 |        |      |            | Arbitre : Jérémy Rozier (France) |

### Phases finales

#### Cup
|  | Quarts de finale                      | Quarts de finale                      |                                       |                                       | Demi-finales                          | Demi-finales                          |    |  | Finale                                | Finale                                |
|  | Quarts de finale                      | Quarts de finale                      |                                       |                                       | Demi-finales                          | Demi-finales                          |    |  | Finale                                | Finale                                |
|  |                                       |                                       |                                       |                                       |                                       |                                       |    |  |                                       |                                       |
|  | 23 juin 2019 à 09h57 à Moscou, Russie | 23 juin 2019 à 09h57 à Moscou, Russie |                                       |                                       | 23 juin 2019 à 13h59 à Moscou, Russie | 23 juin 2019 à 13h59 à Moscou, Russie |    |  | 23 juin 2019 à 17h12 à Moscou, Russie | 23 juin 2019 à 17h12 à Moscou, Russie |
|  | 23 juin 2019 à 09h57 à Moscou, Russie | 23 juin 2019 à 09h57 à Moscou, Russie |                                       |                                       | 23 juin 2019 à 13h59 à Moscou, Russie | 23 juin 2019 à 13h59 à Moscou, Russie |    |  | 23 juin 2019 à 17h12 à Moscou, Russie | 23 juin 2019 à 17h12 à Moscou, Russie |
|  | France                                | 53                                    |                                       |                                       | 23 juin 2019 à 13h59 à Moscou, Russie | 23 juin 2019 à 13h59 à Moscou, Russie |    |  | 23 juin 2019 à 17h12 à Moscou, Russie | 23 juin 2019 à 17h12 à Moscou, Russie |
|  | France                                | 53                                    |                                       |                                       | 23 juin 2019 à 13h59 à Moscou, Russie | 23 juin 2019 à 13h59 à Moscou, Russie |    |  | 23 juin 2019 à 17h12 à Moscou, Russie | 23 juin 2019 à 17h12 à Moscou, Russie |
|  | Italie                                | 0                                     |                                       |                                       | 23 juin 2019 à 13h59 à Moscou, Russie | 23 juin 2019 à 13h59 à Moscou, Russie |    |  | 23 juin 2019 à 17h12 à Moscou, Russie | 23 juin 2019 à 17h12 à Moscou, Russie |
|  | Italie                                | 0                                     | France                                | 24                                    |                                       |                                       |    |  | 23 juin 2019 à 17h12 à Moscou, Russie | 23 juin 2019 à 17h12 à Moscou, Russie |
|  | 23 juin 2019 à 11h06 à Moscou, Russie |                                       | France                                | 24                                    |                                       |                                       |    |  | 23 juin 2019 à 17h12 à Moscou, Russie | 23 juin 2019 à 17h12 à Moscou, Russie |
|  |                                       | Angleterre                            | 19                                    |                                       |                                       |                                       |    |  | 23 juin 2019 à 17h12 à Moscou, Russie | 23 juin 2019 à 17h12 à Moscou, Russie |
|  | Pays de Galles                        | Angleterre                            | 19                                    | 14                                    |                                       |                                       |    |  | 23 juin 2019 à 17h12 à Moscou, Russie | 23 juin 2019 à 17h12 à Moscou, Russie |
|  | Pays de Galles                        |                                       |                                       | 14                                    |                                       |                                       |    |  | 23 juin 2019 à 17h12 à Moscou, Russie | 23 juin 2019 à 17h12 à Moscou, Russie |
|  | Angleterre                            | 45                                    |                                       |                                       |                                       |                                       |    |  | 23 juin 2019 à 17h12 à Moscou, Russie | 23 juin 2019 à 17h12 à Moscou, Russie |
|  | Angleterre                            | 45                                    | France                                | 31                                    |                                       |                                       |    |  |                                       |                                       |
|  | 23 juin 2019 à 10h44 à Moscou, Russie |                                       | France                                | 31                                    |                                       |                                       |    |  |                                       |                                       |
|  |                                       | Irlande                               | 26                                    |                                       |                                       |                                       |    |  |                                       |                                       |
|  | Irlande                               | Irlande                               | 26                                    | 17                                    |                                       |                                       |    |  |                                       |                                       |
|  | Irlande                               | 23 juin 2019 à 14h21 à Moscou, Russie |                                       | 17                                    |                                       |                                       |    |  |                                       |                                       |
|  | Espagne                               | 12                                    |                                       |                                       |                                       |                                       |    |  |                                       |                                       |
|  | Espagne                               | 12                                    | Irlande                               | 17                                    |                                       |                                       |    |  |                                       |                                       |
|  | 23 juin 2019 à 10h22 à Moscou, Russie | 23 juin 2019 à 10h22 à Moscou, Russie | Irlande                               | 17                                    | Match pour la 3e place                | Match pour la 3e place                |    |  |                                       |                                       |
|  | 23 juin 2019 à 10h22 à Moscou, Russie | 23 juin 2019 à 10h22 à Moscou, Russie |                                       | Allemagne                             | Match pour la 3e place                | Match pour la 3e place                | 11 |  |                                       |                                       |
|  | Portugal                              | 0                                     | 23 juin 2019 à 16h46 à Moscou, Russie | 23 juin 2019 à 16h46 à Moscou, Russie |                                       |                                       | 11 |  |                                       |                                       |
|  | Portugal                              | 0                                     | 23 juin 2019 à 16h46 à Moscou, Russie | 23 juin 2019 à 16h46 à Moscou, Russie |                                       |                                       |    |  |                                       |                                       |
|  | Allemagne                             | 45                                    |                                       | Angleterre                            | 24                                    |                                       |    |  |                                       |                                       |
|  | Allemagne                             | 45                                    |                                       | Angleterre                            | 24                                    |                                       |    |  |                                       |                                       |
|  |                                       |                                       |                                       |                                       |                                       |                                       |    |  | Allemagne                             | 14                                    |
|  |                                       |                                       |                                       |                                       |                                       |                                       |    |  | Allemagne                             | 14                                    |

#### 5eplace
|  | Demi-finales                          | Demi-finales                          |                |    | 5e place                              | 5e place                              |
|  | Demi-finales                          | Demi-finales                          |                |    | 5e place                              | 5e place                              |
|  |                                       |                                       |                |    |                                       |                                       |
|  | 23 juin 2019 à 13h15 à Moscou, Russie | 23 juin 2019 à 13h15 à Moscou, Russie |                |    | 23 juin 2019 à 16h24 à Moscou, Russie | 23 juin 2019 à 16h24 à Moscou, Russie |
|  | 23 juin 2019 à 13h15 à Moscou, Russie | 23 juin 2019 à 13h15 à Moscou, Russie |                |    | 23 juin 2019 à 16h24 à Moscou, Russie | 23 juin 2019 à 16h24 à Moscou, Russie |
|  | Italie                                | 14                                    |                |    | 23 juin 2019 à 16h24 à Moscou, Russie | 23 juin 2019 à 16h24 à Moscou, Russie |
|  | Italie                                | 14                                    |                |    | 23 juin 2019 à 16h24 à Moscou, Russie | 23 juin 2019 à 16h24 à Moscou, Russie |
|  | Pays de Galles                        | 29                                    |                |    | 23 juin 2019 à 16h24 à Moscou, Russie | 23 juin 2019 à 16h24 à Moscou, Russie |
|  | Pays de Galles                        | 29                                    | Pays de Galles | 28 |                                       |                                       |
|  | 23 juin 2019 à 13h37 à Moscou, Russie |                                       | Pays de Galles | 28 |                                       |                                       |
|  |                                       | Espagne                               | 5              |    |                                       |                                       |
|  | Espagne                               | Espagne                               | 5              | 14 |                                       |                                       |
|  | Espagne                               |                                       |                | 14 |                                       |                                       |
|  | Portugal                              | 10                                    |                |    |                                       |                                       |
|  | Portugal                              | 10                                    | 7e place       |    |                                       |                                       |
|  |                                       |                                       |                |    |                                       |                                       |
|  | 23 juin 2019 à 16h02 à Moscou, Russie |                                       |                |    |                                       |                                       |
|  |                                       |                                       |                |    |                                       |                                       |
|  | Italie                                | 17                                    |                |    |                                       |                                       |
|  | Italie                                | 17                                    |                |    |                                       |                                       |
|  | Portugal                              | 22                                    |                |    |                                       |                                       |
|  | Portugal                              | 22                                    |                |    |                                       |                                       |

#### Bowl
|  | Demi-finales                          | Demi-finales                          |           |    | 9e place                              | 9e place                              |
|  | Demi-finales                          | Demi-finales                          |           |    | 9e place                              | 9e place                              |
|  |                                       |                                       |           |    |                                       |                                       |
|  | 23 juin 2019 à 11h28 à Moscou, Russie | 23 juin 2019 à 11h28 à Moscou, Russie |           |    | 23 juin 2019 à 14h43 à Moscou, Russie | 23 juin 2019 à 14h43 à Moscou, Russie |
|  | 23 juin 2019 à 11h28 à Moscou, Russie | 23 juin 2019 à 11h28 à Moscou, Russie |           |    | 23 juin 2019 à 14h43 à Moscou, Russie | 23 juin 2019 à 14h43 à Moscou, Russie |
|  | Russie                                | 34                                    |           |    | 23 juin 2019 à 14h43 à Moscou, Russie | 23 juin 2019 à 14h43 à Moscou, Russie |
|  | Russie                                | 34                                    |           |    | 23 juin 2019 à 14h43 à Moscou, Russie | 23 juin 2019 à 14h43 à Moscou, Russie |
|  | Pologne                               | 17                                    |           |    | 23 juin 2019 à 14h43 à Moscou, Russie | 23 juin 2019 à 14h43 à Moscou, Russie |
|  | Pologne                               | 17                                    | Russie    | 14 |                                       |                                       |
|  | 23 juin 2019 à 11h50 à Moscou, Russie |                                       | Russie    | 14 |                                       |                                       |
|  |                                       | Géorgie                               | 0         |    |                                       |                                       |
|  | Roumanie                              | Géorgie                               | 0         | 19 |                                       |                                       |
|  | Roumanie                              |                                       |           | 19 |                                       |                                       |
|  | Géorgie                               | 24                                    |           |    |                                       |                                       |
|  | Géorgie                               | 24                                    | 11e place |    |                                       |                                       |
|  |                                       |                                       |           |    |                                       |                                       |
|  | 23 juin 2019 à 15h05 à Moscou, Russie |                                       |           |    |                                       |                                       |
|  |                                       |                                       |           |    |                                       |                                       |
|  | Pologne                               | 21                                    |           |    |                                       |                                       |
|  | Pologne                               | 21                                    |           |    |                                       |                                       |
|  | Géorgie                               | 19                                    |           |    |                                       |                                       |
|  | Géorgie                               | 19                                    |           |    |                                       |                                       |